# Henophyton zygarrhenum
Henophyton zygarrhenum är en korsblommig växtart som först beskrevs av René Charles Maire, och fick sitt nu gällande namn av Gomez-campo. Henophyton zygarrhenum ingår i släktet Henophyton och familjen korsblommiga växter. Inga underarter finns listade i Catalogue of Life.